# Stadium Arena

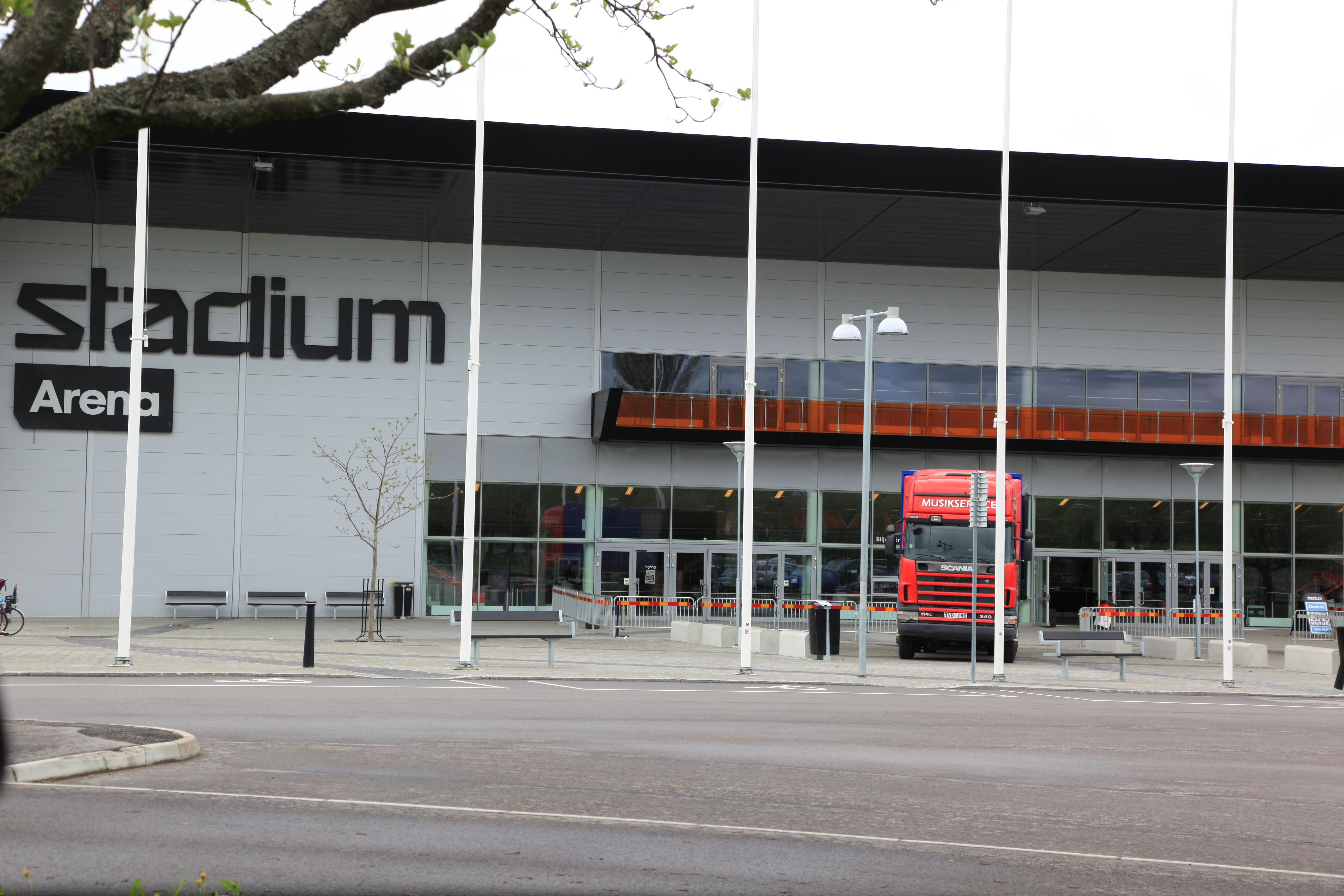
Entrén

Stadium Arena är en idrottsanläggning i Norrköping. Den invigdes i december 2008. Anläggningen har en friidrotthall och en baskethall samt en träningshall. Arenan används även för konserter. Den är hemmaarena för Norrköping Dolphins. 
Baskethallen kan ta upp till omkring 3 500 åskådare, varav 2 600 på sittplatser. Friidrottshallen kan inrymma upp till 1 500 personer.